# Tamara Vučić
Tamara Vučić (född Đukanović; kyrilliska: Тамара Вучић, född Ђукановић), född 11 april 1981, är hustru till serbiske presidenten Aleksandar Vučić.

## Biografi
Tamara Vučić föddes i Belgrad. Hon växte upp i Loznica, där hon gick i grundskolan och gymnasiet. Hon avlade examen vid fakulteten för filologi vid universitetet i Belgrad.
Efter en karriär som tv-journalist valde hon diplomatin som yrke och har arbetat på utrikesministeriet i Republiken Serbien sedan 2010. Hon avlade examen vid utrikesministeriets diplomatiska akademi. Hon talar engelska och franska.
Tamara Vučić är engagerad i humanitärt arbete och deltar ofta i humanitära evenemang. Hennes verksamhet har särskilt fokus på barns välfärd och lägger mycket vikt på barns tidiga utveckling.
Tamara Vučić är hustru till Aleksandar Vučić, Serbiens president sedan 14 december 2013. Hon har inte varit engagerad i sin mans politiska kampanj. I juni 2017 födde hon deras son.